# Alain Girelli
Pour les articles homonymes, voir Girelli (homonymie).
 (février 2021).
Il peut être nécessaire de l'améliorer pour respecter le principe de neutralité de point de vue. Veuillez consulter la page de discussion pour plus de détails.

 (août 2020).
Si vous disposez d'ouvrages ou d'articles de référence ou si vous connaissez des sites web de qualité traitant du thème abordé ici, merci de compléter l'article en donnant les références utiles à sa vérifiabilité et en les liant à la section « Notes et références ».
Alain Girelli né le 13 juillet 1948  à Draguignan est un sculpteur, peintre et performeur français.
Il découvre la sculpture avec Max Ernst et travaille dans son atelier en 1974. Il vit et travaille près de Fayence.

## Biographie
Né le 13 juillet 1948 à Draguignan, Alain Girelli découvre la sculpture avec Max Ernst et travaille dans son atelier en 1974. Il vit et travaille près de Fayence, dans le Var.
Il préfère travailler le bois, notamment le bois de cade imputrescible et odorant. Mais il expérimente également le béton, pour lequel il invente un procédé de décoration aléatoire de la surface.

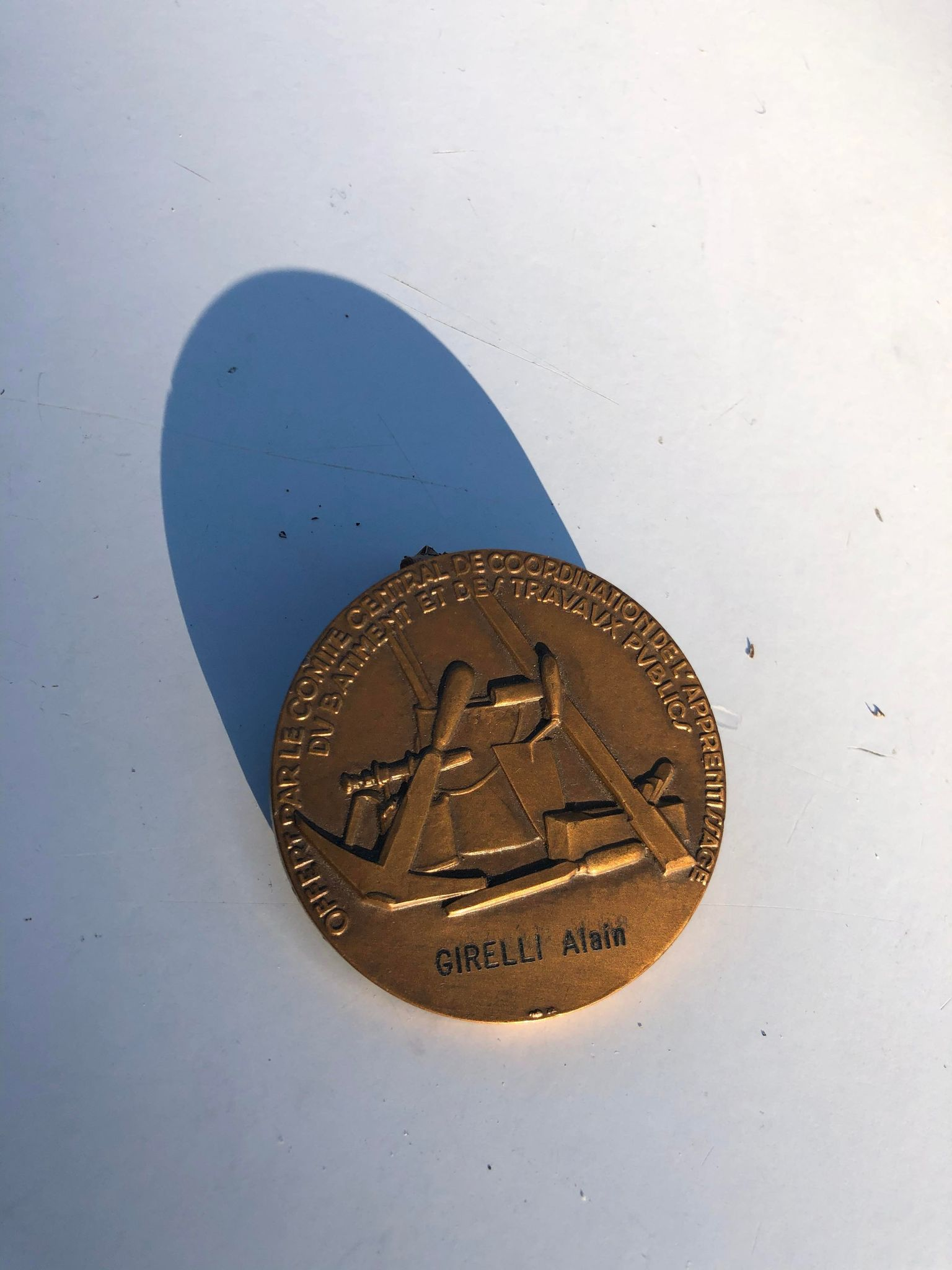
Lauréat offert par le comité central de coordination de l'apprentissage du bâtiment et des travaux publics.

Sa famille originaire de Pérouse en Ombrie est dans le bois depuis des générations : bûcherons, charbonnier, exploitants forestiers. Il poursuit la tradition familiale en passant son CAP menuiserie en 1966. Après son service militaire, il est employé à partir de 1969 dans la menuiserie Francis Laboire de Seillans.
En parallèle de ses créations pour la Fondation des Treilles, Alain Girelli a travaillé étroitement avec l’artiste surréaliste américaine Dorothea Tanning, installée à Seillans. Menuisier de formation, il collabore régulièrement avec elle à partir des années 1970, créant notamment une cheminée recouverte de tissu pour la Chambre 202 de l’Hôtel du Pavot Centre Pompidou, œuvre emblématique de l’artiste. 
Une très vieille porte de cave du village à la partie inférieure érodée par les écoulements d’eau attire l’œil de Max Ernst qui propose à son propriétaire de lui en acheter une neuve s’il veut bien en échange lui donner celle rongée par le temps. Girelli s’occupe de l’opération : fabriquer la nouvelle porte, la mettre en place, récupérer l’ancienne, la fixer sur un panneau. Max Ernst la renverse et la transforme en une de ses D-paintings, D pour Dorothea Tanning pour qui, chaque année, il créait une œuvre. Girelli s’arrange avec son patron pour se mettre au service de l’artiste. À son contact, il pénètre un univers inconnu. Ses « forêts » peintes, gravées ou grattées le fascinent. Tout ce qu’il découvre chez l’artiste le nourrit, lui ouvre des perspectives impensées jusque-là. Il l’observe, lui pose des questions, s’imprègne de son univers et, rapidement, l’envie de créer va naître. Girelli, fort de sa grande connaissance du bois, réalise sa première œuvre : une chaise-trône à haut dossier, pourvue de marches. Cette création est faite de bois assemblés « avec seule une râpe comme outil ».
Il explore différents bois, ce matériau faisant partie du patrimoine familial mais jusque-là mis au service de l’utile et diverses techniques : bois flottés ou bois lacustres coupés à la pleine lune qu’il laisse sécher après en avoir ôté l’écorce.
Présentant un dossier à la Maison des métiers d'art français, il lui sera proposé de participer en 1972 à une exposition en compagnie d’artistes de la région (Van Lith, Jacky Coville, Claude Pelletier, entre autres. Un article paraît en 1972 dans Le Monde.[source insuffisante],.

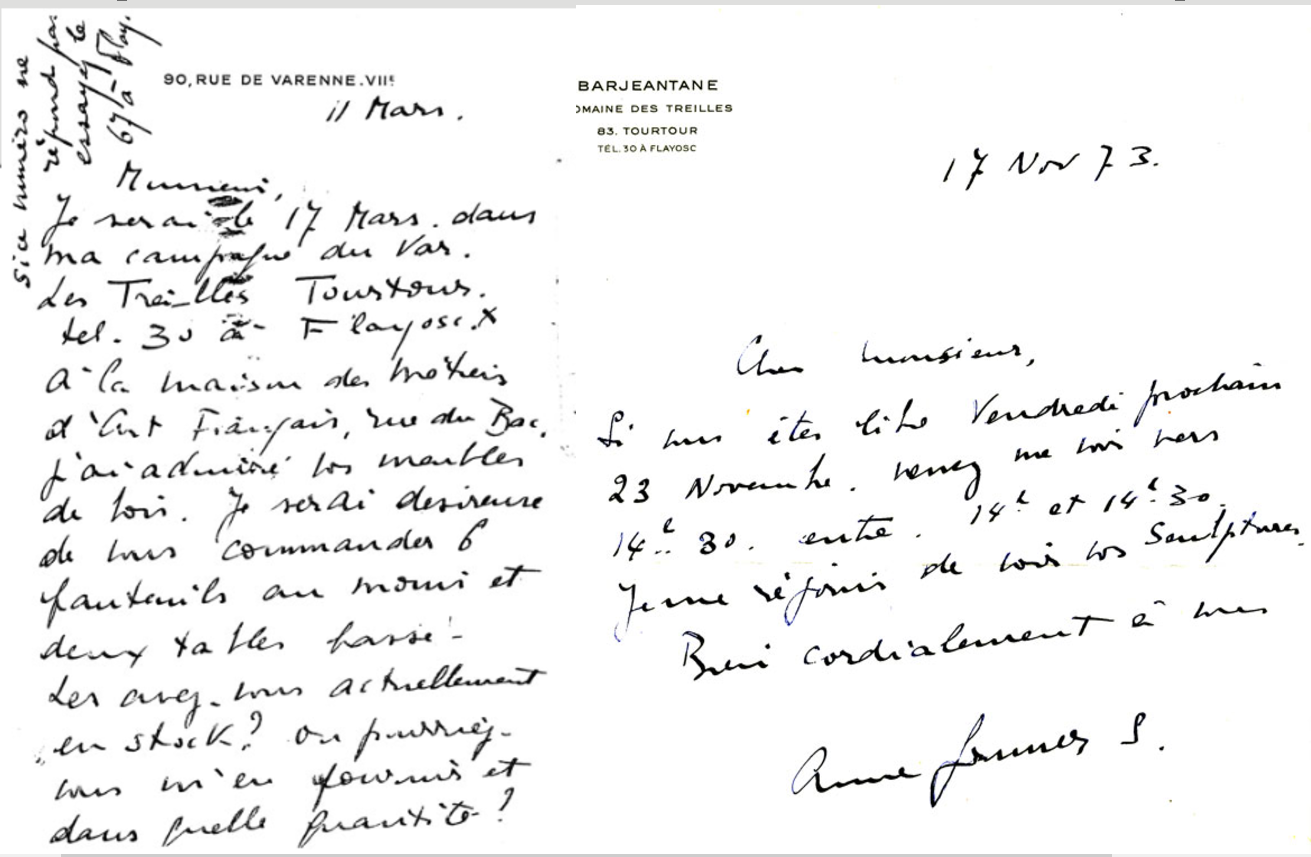
Lettres de Madame Anne Gruner Schlumberger

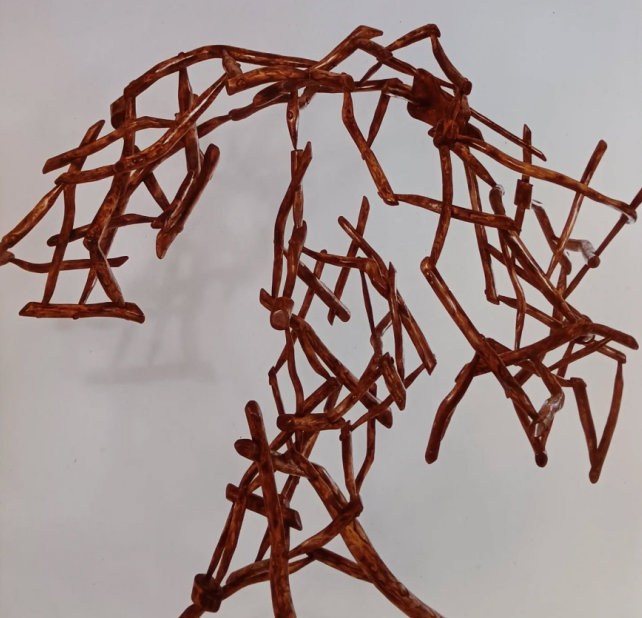
Sculpture arbre par Alain Girelli acheté par Anne Gruner pour la fondation des treilles.

En 1973, Anne Gruner Schlumberger, amie de Max Ernst, qui habite à Tourtour, voit ses meubles d'artiste à l’exposition de la Maison des Métiers d’Arts. Elle lui passe commande de « sculptures arbres » et de meubles d'artiste (pièces uniques) pour la fondations des Treilles, un lieu virgilien pour les arts et la pensée. Anne Gruner Schlumberger rassemble un nombre important d'œuvres d'art dont elle a légué une partie, 800 pièces environ, à la Fondation des Treilles. Y figurent Dubuffet, Giacometti, Picasso, Max Ernst ou Victor Brauner qu'elle a personnellement connues et avec lesquels ont existé des liens d'amitié dont témoigne sa correspondance, ainsi que des œuvres d'Alain Girelli. En février 1981 est créée l'association de préfiguration de la Fondation des Treilles, cette dernière étant reconnue d'utilité publique le 14 mars 1986.

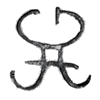
Monogramme d'Alain Girelli.

Tout en continuant à travailler pour Max Ernst, il crée une nouvelle gamme de meubles — chaises et tables surtout —. C’est ensuite la galerie Saint-Jacques de Toulouse qui s'intéresse à son travail. Il crée pour elle une chaise ondulante,.

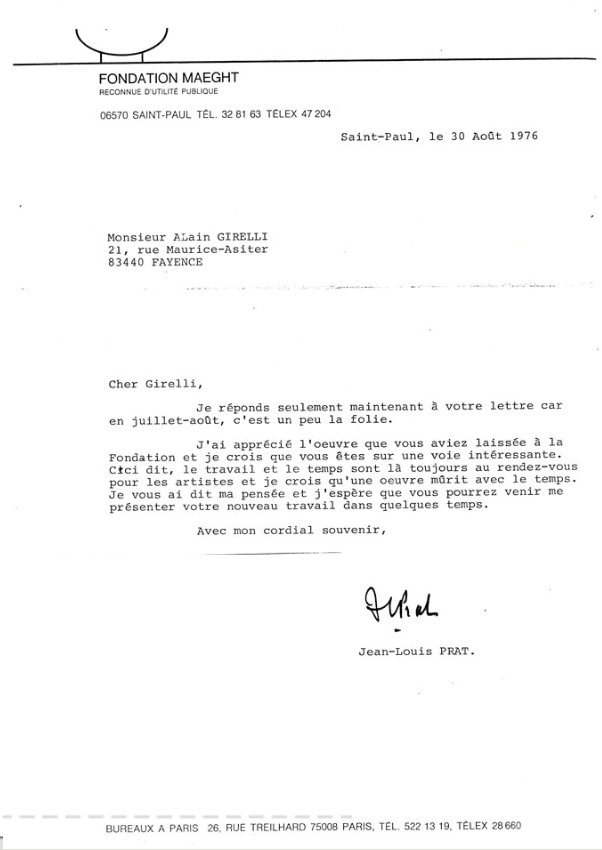
Lettre de Jean-Louis Prat, directeur de la Fondation Maeght, à l'attention d'Alain Girelli (1976).

Ses réalisations sont trop fragiles pour rester à l’extérieur. Jean-Louis Prat, directeur de la Fondation Maeght, lui conseille de trouver un matériau résistant et imputrescible. Il pense alors au bois de cade, une espèce de genévrier (juniperus oxycedrus) présent dans la région, dont on tire de l’huile antiseptique et anti-parasitaire, habituellement utilisée pour soigner la gale des moutons. Il déracine  souvent  ces arbres morts à la suite d'incendies — imputrescibles, ils restent sur pieds plusieurs dizaines d'années. Ses qualités imputrescibles et odorantes, sa dureté, intéressent Girelli qui, avec ce nouveau matériau, réalise une série de nouvelles sculptures qu’il va laquer et patiner en noir.
En février 1977, il est invité à l'exposition Le Bois et l’Homme qui a lieu à l’aéroport de Paris-Orly où sont exposés des chefs-d’œuvre du musée de l'Homme. C'est d'ailleurs lors de cet évènement qu'il réalise sa première performance avec de la poudre de cade (Juniperus oxycedrus).
L’émission de télévision Marche ou rêve, où il est interviewé par Georges Bégou, est enregistrée à cette occasion : son Grand Arbre sera filmé. La fin de l'année, il accompagne Dorothea Tanning à Paris pour le transport des œuvres de Max Ernst et séjourne chez eux rue de Lille. Il expose en décembre et janvier 1977-1978 et du 25 mai au 12 juillet 1978 à Paris, la galerie Lucie Weill & Seligmann présente des œuvres de Girelli à côté de celles de Picasso, Miró, Max Ernst, Masson, etc..
En 1980, au Salon de Fréjus, il rencontre des architectes parisiens qui lui conseillent de réaliser des œuvres pour l’espace public, leurs qualités graphiques se prêtant à la monumentalité. Suivant leur conseil, Girelli réalise des sculptures monumentales, jusqu’à quatre mètres de haut, en bronze, en béton, en acier corten ou thermolaqué, notamment L'oiseau Noir en hommage à Max Ernst.[réf. nécessaire]

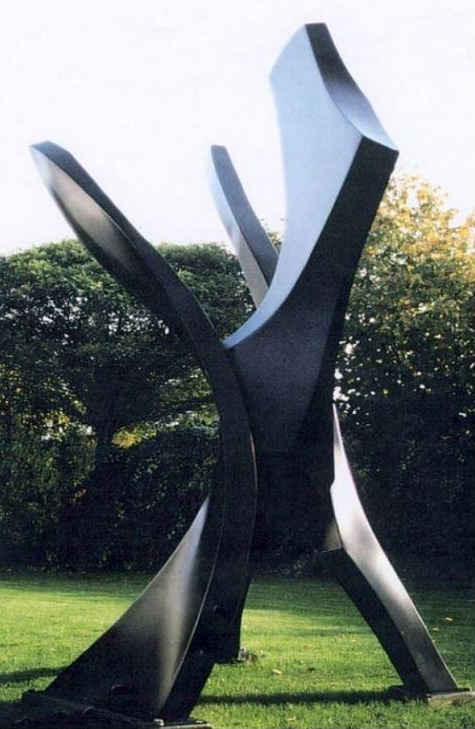
L'oiseau Noir, hommage à Max Ernst, acier thermolaqué, hauteur : 3 mètres, Fayence, Var.

En 1983, dans le cadre du 1 % artistique, il reçoit de la société d’autoroutes Escota la commande d’une sculpture monumentale en bois imputrescible qu’il nomme Soleil couchant pour l’autoroute Estérel-Côte d’Azur, aire de Jas Pellicot - Autoroute A8. Il réalise sa première sculpture monumentale en béton coloré dans un atelier spécialisé de Lafarge à Draguignan. Elle sera définitivement installée au Centre d'art contemporain de Chateauvert.
En 1984, Jean-Paul Crespelle, critique d’art de France-Soir, le met en contact avec le sculpteur César qui appréciera son travail.
À Cannes, l’année suivante, il fait la rencontre d’Henri Goetz.[réf. nécessaire]
En 1986, il reçoit la médaille d’or du Salon FAM de Tourrettes-sur-Loup. Le jury est composé de conservateurs de musées et d’artistes. La revue Art Thèmes publie un article sur son exposition dans la salle du couvent de Seillans. La revue Maison française avec Frédéric Méchiche consacre plusieurs pages à ses œuvres.
Le collectionneur Jacques Ginepro, expert en sculptures des XIXe et XXe siècles lui achète des œuvres dont Gertrude, une de ses représentations féminines[réf. nécessaire]. En 1999, il le parraine pour avoir une notice dans le Dictionnaire Bénézit, le dictionnaire de référence des artistes. Trente lignes lui sont consacrées : « Girelli ne cherche pas l’anecdote mais désire insuffler un mouvement, une expression à la matière ce qu’il fera dans ses Totems ».
En même temps que ses sculptures monumentales, il décline avec la collaboration de Claude Pelletier, orfèvre de Biot des sculptures-bijoux en pierres semi-précieuses, notamment portée par Yvonne Desseux, la secrétaire d’Aimé Maeght.[réf. nécessaire]
En 1992, sa première exposition personnelle, Cinquante sculptures, a lieu au palais de l’Europe à Menton. Un catalogue des œuvres est édité par le musée. La même année, il obtient un premier prix au festival des arts de Beaulieu, prix qui consiste en la possibilité de réaliser sa première œuvre en bronze offert par la fonderie d’art Bronze d’Airain. Il découvre alors l’univers des fonderies.
La peinture pénètre ensuite dans ses travaux, d’abord par les bois colorés de ses « Totems », puis par des dessins géométriques multicolores apposés sur le fond blanc de ses sculptures. Son originalité est de peindre sur des formes sculptées : « Ici la peinture se pose et “dépose” sur la sculpture qui se pare et s'empare de ses reflets. La forme accompagne à “dessein” la couleur pour que vive l'instant d'une rencontre pérennisée . Nous sommes ici invités à grignoter cette alliance artistique par le plaisir des yeux » (Jean Mas, écrivain artiste de l'École de Nice).
En 1996, à l’Espace Eiffel, il réalise une performance dans laquelle il effectue le moulage de la main et de la cheville de son épouse Dany, performance financée par les chocolats fins des ateliers Puyricard, filmée par l’École du journalisme de Paris, au profit d'Enfance et Partage. La revue Résidences présente ses sculptures.
Cette même année, la revue américaine Architectural Digest publie un article avec plusieurs photographies de ses œuvres.
En 2000, Alain Girelli invite Sœur Emmanuelle à déjeuner chez lui à Seillans. À la fin du repas, elle décide d'essayer une de ses chaises hautes (Le Trône du Roi de la Forêt).[réf. nécessaire]

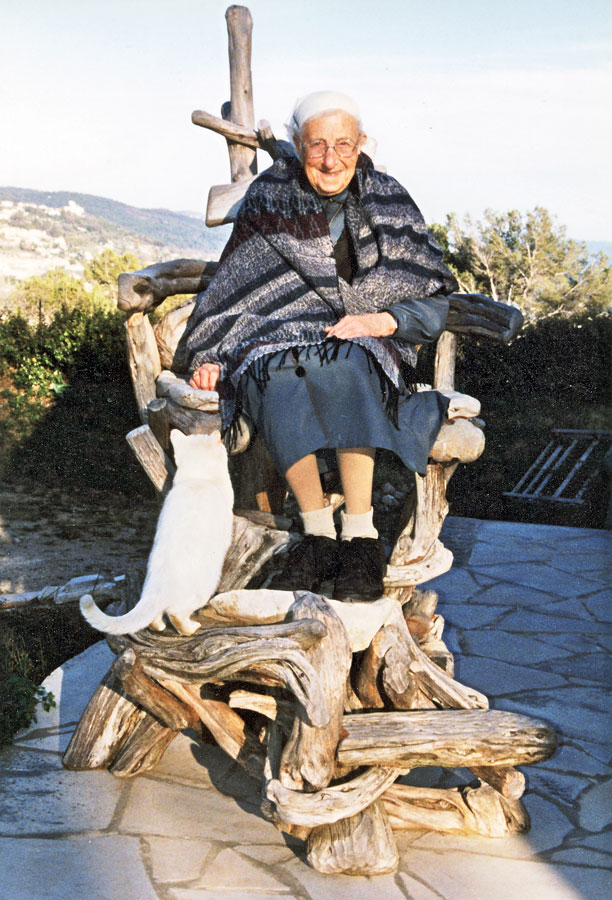
Sœur Emmanuelle sur le Trône du Roi de la Forêt en 2000.

Les expositions se succèdent. La galerie européenne de la Forêt et du Bois présente pendant six mois ses 18 œuvres. Il expose ensuite à New York à La Nouvelle-Orléans, Tokyo, puis Paris.
En 2007 a lieu l'inauguration de Loplop, le supérieur des Oiseaux, l'homme au caractère doux et féroce en hommage à Max Ernst, un trône conçu pour lui. Un reportage a été publié dans la revue Supérieur Inconnu.
Alain Girelli collabore également pendant de nombreuses années avec l'architecte niçois Luc Svetchine, fils de l'architecte Andreï Svetchine.

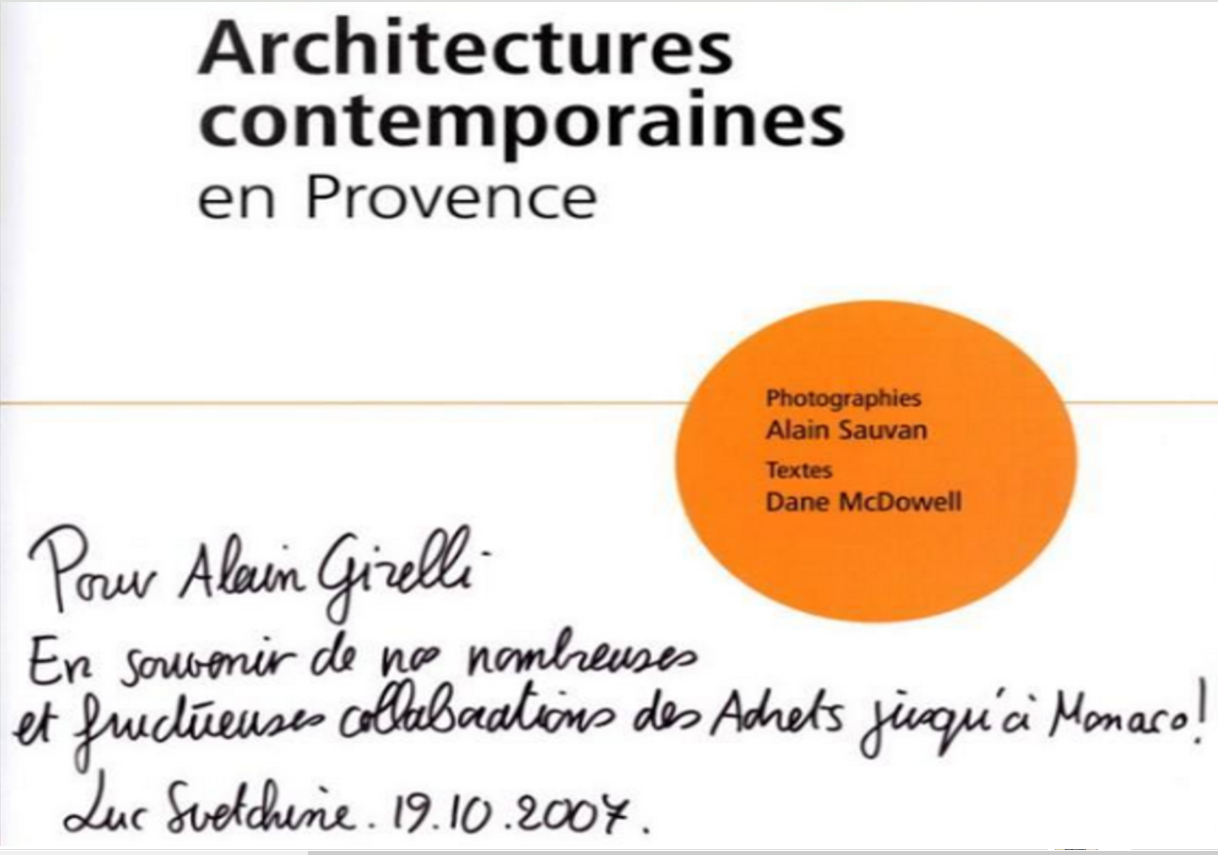
Collaboration avec Luc Svetchine.

Du 19 avril au 8 mai 2011, une sculpture monumentale de hauteur de 4 mètres est exposée en extérieur accompagné de Jacques Charrier artiste, peintre,,. « Il y a maintenant une technique parfaite de la part de Girelli, d’une expression au départ brute, son art est devenu très raffiné, élancé. Une œuvre secrète et sobre sur la route des grandes réalisations. Son « univers des formes » abrite des ombres ,des secrets pour des ailleurs autres. Alors bonne route Alain sur les rêves de la sculpture. »
Du 1er au 28 juillet 2013, il réalise une exposition à Seillans en hommage à Max Ernst. Un petit reportage vidéo, dans lequel il explique sa démarche, a été réalisé pour l'occasion.
En 2012, il participe au Festival du Peu à Bonson.
En 2015, il apparaît dans l'une des réalisations de la télévision du pays de Fayence.
Le week-end du 18 et 19 septembre 2021, dans le pays de Fayence, il a pu être présent aux journées du patrimoine en Dracénie dans le Haut-Var. Durant ces deux jours, il a pu performer Y’a le feu au lac à la Maison du Lac, et exposer ses sculptures Les Mystères de la forêt. Il représente, à sa manière la forêt qui est détruite par des objets et d’autres objets délaissés dans la nature. Le 18 septembre était aussi une journée nommé « Ménage ton lac » où il a pu réaliser et faire réaliser des œuvres à partir de déchets. C’est en milieu d’après-midi qu’il a pu réaliser son happening performance.
Il réalise une performance à l'encens de cade — favorisant la manifestation des hauts esprits — à l'ouverture du Festival du peu, les 2 et 3 octobre 2021. Il fait un happening, où Jean Mas enflamma son nom,.
Fin 2021, il apparaît dans le journal Var-Matin.
Alain Girelli pratique la technique mixte du dripping à Fayence . Il s'inspire d'une technique de Max Ernst, son maître. En plus, il mélange de la colle avec de la poudre d'encens de cade, bien sûr, afin de donner du relief à ses toiles, pour un résultat unique en son genre. Alain Girelli participe aux Visites de la passion organisées par l'Office Intercommunal du pays de Fayence.
En 2022, Alain Girelli se diversifie et numérise son contenu, notamment sur la plateforme YouTube où il montre certaines de ses œuvres.

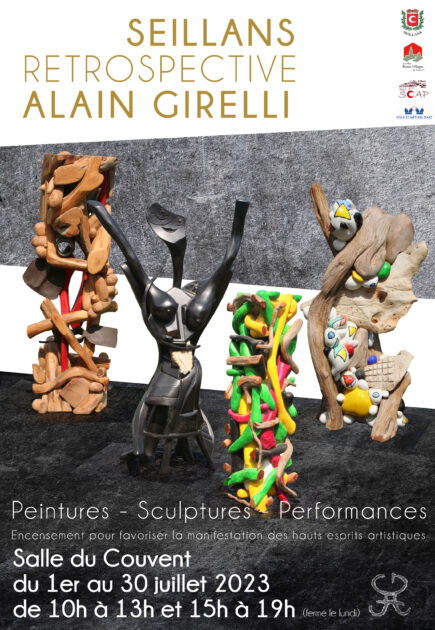
Affiche de l'exposition d'Alain Girelli Juillet 2023

Juillet 2023 Alain Girelli propose une exposition rétrospective peinture, sculpture, performance organisée par la ville de Seillans. Cette exposition s'est faite en présence du maire de Seillans (René Ugo) et président du pays de Fayence. L'inspiration de l'exposition s'est faite d'après le texte "LES MYSTÈRES DE LA FORÊT"1934 de Max ERNST " A quoi servent les forêts ?". La vidéo du vernissage se trouve ici.

## Œuvres dans l'espace public et les collections publiques
- 1973 : la Fondation des Treilles[37].
- 1978 : école maternelle Les Canoubiers, Cagnes-sur-mer.
- 1979 : école de Tourrettes, Var.
- 1983 : école de Mons, Var.
- 1983 : Escota, autoroute Esterel-Côte d’Azur, aire Jas de Pellicot, sortie de Puget-sur-Argens (Var).
- 1984 : complexe sportif des Lices à Toulon.
- 1986 : école du Muy, œuvre monumentale en arbres de cade, Var.
- 1987 : Centre d'art contemporain de Châteauvert, sculpture monumentale Béton (procédé breveté INPI ), reportage dans la revue Art thèmes.
- 1990 : galerie municipale d'art contemporain Remp'Art à Toulon, sculpture de trois mètres de haut en acier, acquise par François Trucy, sénateur-maire de Toulon, placée ensuite à la mairie annexe de Toulon.
- 1992 : musée de Menton.
- 2012 : musée du Peu à Bonson (Alpes-Maritimes).
- 2022 : musée Wallraf–Richartz Museum à Cologne en Allemagne.

## Expositions et performances

### Expositions personnelles
- 1978 : galerie Lucie Weill & Seligmann, décembre et janvier 1977-1978 et du 25 mai au 12 juillet 1978, Paris[38].
- 1984 : exposition individuelle de 15 sculptures dans l'aérogare de l'aéroport Nice-Côte d'Azur (Alpes-Maritimes), 1er-31 juillet.
- 1987 : rétrospective Alain Girelli, parrainée par Express-béton et les Ciments Lafarge-France, à la salle du Couvent de Seillans, 21 août-3 septembre.
- 1989 : aéroport Roissy-Charles de Gaulle (9 mai-15 juin).
- 1990 : aérogare de Roissy-Charles de Gaulle au 2B, départs métropole, exposition de 20 sculptures.
- 1992 : palais de l’Europe de Menton, présentation de 50 sculptures dont une monumentale de 3 mètres en acier, catalogue publié[39].
- 2013 : à Seillans, 30 sculptures dont un trône pour Loplop l'Homme supérieur des oiseaux, à cause de son caractère doux et féroce, en hommage à Max Ernst. Avec performance à l'encens de cade.
- 2021 : performance et happening qui ont été filmés.
- 2023 : 2023 : à Seillans, exposition personnelle de plusieurs œuvres (peintures, sculpture...) avec performance et happening lors du vernissage (filmés).

### Performances
- 2011 : avec un groupe de dix enfants de l'école de Callian et une intervention de Pierre Pinoncelli, filmée par Art Côte d'Azur.
- 2011 : Espace d'art Alainjuno (en présence de Jean Mas et Alainjuno), du 1er au 30 octobre 2011.
- 2012 : Festival de Peu de Bonson avec une performance à l'encens de cade.
- 2013 : Performance pour l'exposition en hommage à Max Ernst à Seillans.
- 2013 : performance Jardin des Arts à Fayence, filmée par France 3 Côte D'Azur pour le 19/20.
- 2015 : Espace d'art Alainjuno.
- 2021 : Festival du peu

## Récompenses
- 1987 : médaille d'argent au grand prix de peinture et de sculpture des Cent Ans de la Côte d'Azur, à Tourettes-sur-Loup (Alpes-Maritimes).
- 1989 : médaille d’or de Nice Communication.
- 1989 : premier prix de la Ville de Saint-Jean-Cap-Ferrat à l'exposition septembre des Arts.
- 1992 : premier Prix au Festival des arts de Beaulieu, prix qui lui offre la possibilité de réaliser sa première œuvre en bronze.